# Optimalitetsteorin
Optimalitetsteorin (OT) är en generativ teori inom lingvistiken som postulerar att observerbara språkliga enheter uppstår genom en interaktion mellan motstridande avgränsningar (engelska: constraints). Teorin föreslogs ursprungligen år 1993 av de amerikanska lingvisterna Alan Prince, Paul Smolensky och John J. McCarthy.